# Cova Fosca

La Cova Fosca  est un site préhistorique situé dans la commune de La Vall d'Ebo (comarque de Marina Alta), dans la province d'Alicante en Espagne,.
La grotte abrite des vestiges de présence humaine à l'époque préhistorique. Plusieurs gravures d'art rupestre ont permis de dater le site archéologique de la période de l'art levantin à une date proche de 10.000 ans av. J.-C..
Le site a été déclaré monument historique et artistique en 1997. Il fait partie de l'ensemble de l'art rupestre du bassin méditerranéen de la péninsule Ibérique déclaré patrimoine mondial par l'UNESCO en 1998.

## Localisation
Sur le chemin qui relie Vall d'Ebo à Castell de Castells, à 1 300 m du premier, se trouve à droite du chemin le profond Barranc de Cocons, et presque au fond quelques tranchées où se trouve la grotte, dans laquelle on y arrive en suivant le chemin sur environ 300 m.

## Description
Découvert dans les années 80 du XXe siècle, le site présente des manifestations artistiques rupestres du Paléolithique, avec des panneaux de gravures dominés par des motifs géométriques et avec trois panneaux représentant des figures zoomorphes. 
Des occupations du Néolithique ancien ont été documentées, avec des céramiques, des cardiaux, des nucléus pyramidaux, des feuilles et des grattoirs de silex, et des sépultures de l'Énéolithique de céramiques incisées en forme de cloche.
Exploré en 1968 par le groupe Ratot d'Alcoi, il est connu depuis toujours pour avoir servi de corral à de nombreuses reprises. En 1980, le groupe spéléologique du CE d'Alcoi a étudié la grotte. Il a ensuite été fermé pour préserver les peintures rupestres.

## Galerie

Musée archéologique de Gata de Gorgos
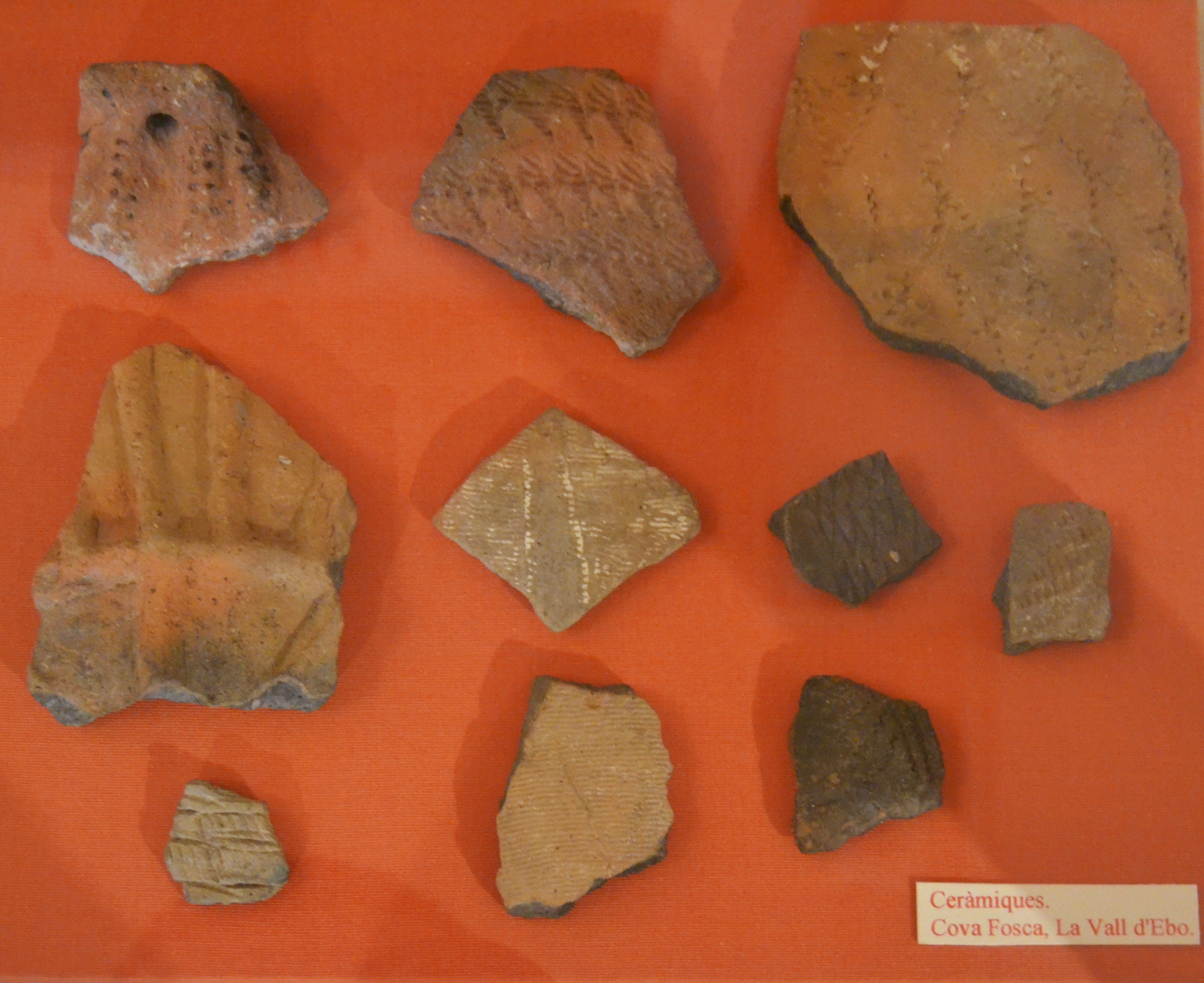
Céramiques de Cova Fosca.
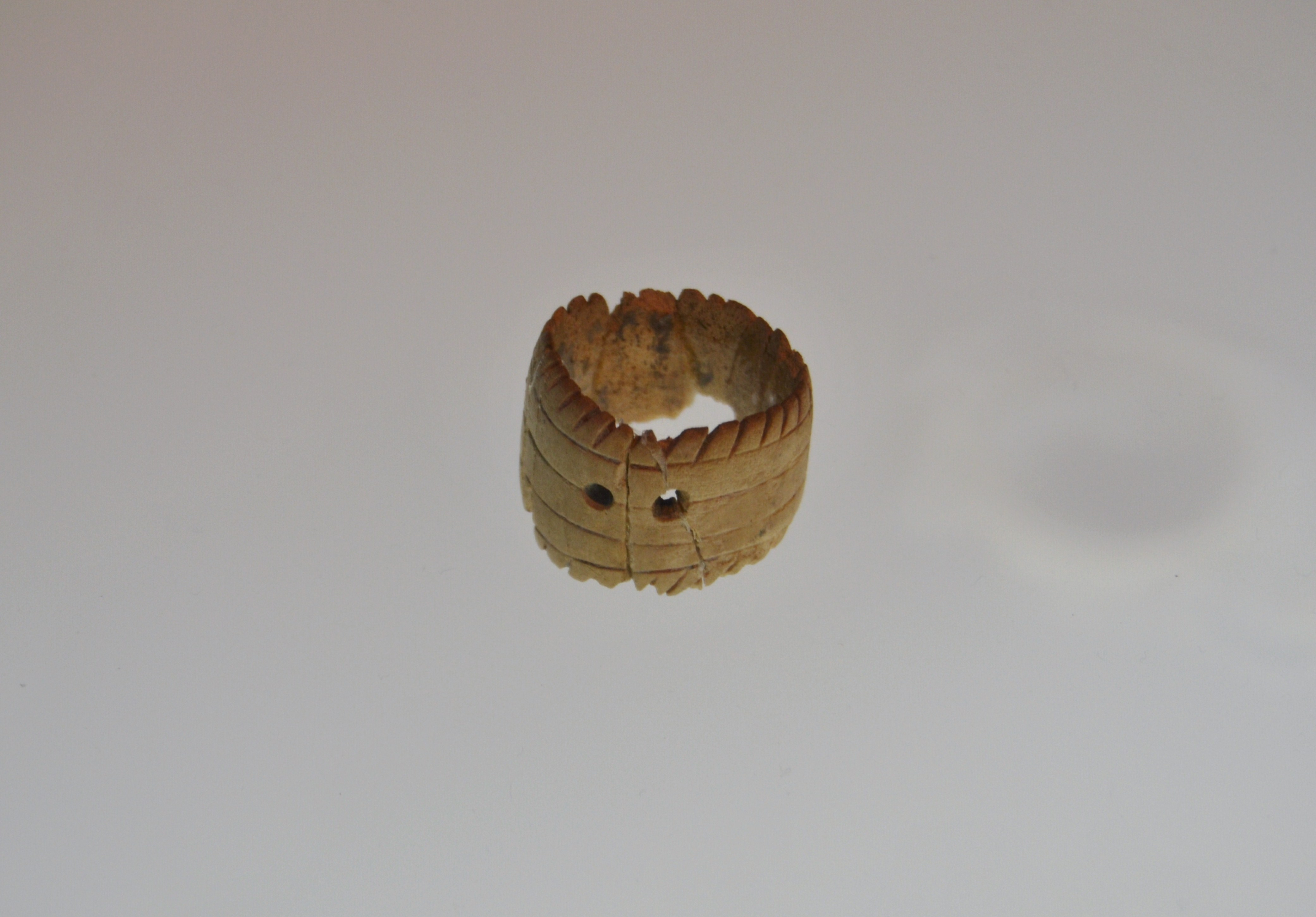
Anneau en os.